# G1 Climax 2018
Il G1 Climax 2018 è stata la ventottesima edizione del G1 Climax, torneo organizzato annualmente dalla federazione di puroresu giapponese della New Japan Pro-Wrestling (NJPW); esso si è svolto tra il 14 luglio e il 12 agosto 2018.
A vincere il torneo è stato Hiroshi Tanahashi, che ha sconfitto Kōta Ibushi nella finale del Nippon Budokan di Tokyo (Giappone).

## Struttura del torneo

### Fase a gironi
Legenda: P.ti=punti; V=vittorie; N=pareggi; S=sconfitte
| #   | Wrestler          | P.ti | V | N | S |
| --- | ----------------- | ---- | - | - | - |
| 1.  | Hiroshi Tanahashi | 15   | 7 | 1 | 1 |
| 2.  | Kazuchika Okada   | 13   | 6 | 1 | 2 |
| 3.  | Jay White         | 12   | 6 | 0 | 3 |
| 4.  | Minoru Suzuki     | 10   | 5 | 0 | 4 |
| 5.  | Evil              | 10   | 5 | 0 | 4 |
| 6.  | Yoshi-Hashi       | 6    | 3 | 0 | 6 |
| 7.  | Michael Elgin     | 6    | 3 | 0 | 6 |
| 8.  | Togi Makabe       | 6    | 3 | 0 | 6 |
| 9.  | Adam Page         | 6    | 3 | 0 | 6 |
| 10. | Bad Luck Fale     | 6    | 3 | 0 | 6 |

| #   | Wrestler       | P.ti | V | N | S |
| --- | -------------- | ---- | - | - | - |
| 1.  | Kōta Ibushi    | 12   | 6 | 0 | 3 |
| 2.  | Kenny Omega    | 12   | 6 | 0 | 3 |
| 3.  | Zack Sabre Jr. | 12   | 6 | 0 | 3 |
| 4.  | Tetsuya Naito  | 12   | 6 | 0 | 3 |
| 5.  | Tomohiro Ishii | 10   | 5 | 0 | 4 |
| 6.  | Seiya Sanada   | 8    | 4 | 0 | 5 |
| 7.  | Juice Robinson | 6    | 3 | 0 | 6 |
| 8.  | Hirooki Goto   | 6    | 3 | 0 | 6 |
| 9.  | Toru Yano      | 6    | 3 | 0 | 6 |
| 10. | Tama Tonga     | 6    | 3 | 0 | 6 |

### Finale
| Tokyo 12 agosto 2018, ore 14:00 CEST | Hiroshi Tanahashi | Vincitore – Sconfitto referto | Kōta Ibushi | Nippon Budokan (14 000 spett.)\| Arbitro: \| Red Shoes Unno \| |
| Arbitro:                             | Red Shoes Unno    |                               |             |                                                                |